# Чемпіонат світу з футболу 1998 (кваліфікаційний раунд, КОНКАКАФ)
У рамках відбіркового турніру до чемпіонату світу з футболу 1998 футбольні збірні країн регіону Північної, Центральної Америки і Карибів (зона КОНКАКАФ) змагалися за вихід до фінальної частини світової футбольної першості 1998 року. Конфедерація отримувала три прямі путівки на чемпіонат світу.
Володарями цих путівок стали збірні Мексики, США та Ямайки.

## Формат
На етапі жеребкування турніру участь у ньому приймали 30 команд конфедерації КОНКАКАФ. Шість команд із найвищим на той час рейтингом ФІФА (Мексика, США, Коста-Рика, Гондурас, Сальвадор та Канада) починали змагання з передостаннього, Третього раунду відбору. Решту 24 команди було розділено на дві зони за географічною ознакою — Карибську (4 місця у Третьому раунді) та Центральноамериканську (2 місця у Третьому раунді).
- Карибська Зона: змагання починалися з Попереднього раунду, в якому вісім найслабших команд були розбиті на чотири пари, в яких визначалися чотири команди, які приєднувалися до решти 12 збірних Зони у Першому раунді. Перший раунд по суті відбувався у форматі 1/8 фіналу, а Другий раунд — у форматі чвертьфіналу, за результатами якого визначалися 4 збірні-учасниці Третього раунду.
- Центральноамериканська Зона: чотири збірні були розбиті на дві пари, у кожній із яких команди-учасниці проводили між собою по дві гри, одній вдома і одній у гостях. Переможці кожної із пар виходили до Третього раунду.

У Третьому раунді 12 збірних-учасниць були розбиті на 3 групи по чотири команди. У кожній групі усі учасники проводили між собою по дві гри, одній вдома і одній у гостях. По дві найкращі команди із кожної з груп виходили до Фінального раунду.
Фінальний раунд проходив у форматі єдиної групи, у якій усі шість команд-учасниць грали між собою по дві гри. Команди, що посіли місця з першого по третє, виходили до фінальної частини чемпіонату світу 1998.

## Попередній раунд
| Команда 1                | Заг. | Команда 2         | 1-й матч | 2-й матч |
| ------------------------ | ---- | ----------------- | -------- | -------- |
| Домініканська Республіка | 6–3  | Аруба             | 3–2      | 3–1      |
| Гаяна                    | 1–8  | Гренада           | 1–2      | 0–6      |
| Сент-Кіттс і Невіс       | тех. | Багамські Острови | —        | —        |
| Домініка                 | 6–4  | Антигуа і Барбуда | 3–3      | 3–1      |

### Група A
| 24 березня 1996 |

| Домініканська Республіка           | 3 – 2  | Аруба                     |
| ---------------------------------- | ------ | ------------------------- |
| Родрігес 28' Маріано 50' Пенья 73' | (Звіт) | Давелар 60' Мальмберг 84' |

| Фелікс Санчес, Санто-Домінго Глядачів: 5,000 Арбітр: Тімоті Джозеф |

| 31 березня 1996 |

| Аруба              | 1 – 3  | Домініканська Республіка               |
| ------------------ | ------ | -------------------------------------- |
| Давелар 38' (пен.) | (Звіт) | Родрігес 5' (пен.) Акіно 62' Келіс 87' |

| Тринідад Стедіум, Ораньєстад Глядачів: 1,137 Арбітр: Хільберто Алькала Пінеда |

Домініканська Республіка виграла 6-3 за сумою двох матчів.

### Група B
| 29 березня 1996 |

| Гаяна      | 1 – 2  | Гренада               |
| ---------- | ------ | --------------------- |
| Джозеф 13' | (Звіт) | Чарлз 54' Робертс 63' |

| Бурда Крікет Граунд, Джорджтаун Глядачів: 1,000 Арбітр: Крістіан Ейлоф |

| 7 квітня 1996 |

| Гренада                                          | 6 – 0  | Гаяна |
| ------------------------------------------------ | ------ | ----- |
| Чарлз 33' Франсуа 40', 47' Флетчер 48', 71', 82' | (Звіт) |       |

| Національний стадіон, Сент-Джорджес Глядачів: 4,000 Арбітр: Біллі Доктров |

Гренада виграла 8-1 за сумою двох матчів.

### Група C
Збірна Багамських Островів знялася, тож збірна Сент-Кіттс і Невісу пройшла до Першого раунду автоматично.

### Група D
| 10 березня 1996 |

| Домініка                           | 3 – 3  | Антигуа і Барбуда          |
| ---------------------------------- | ------ | -------------------------- |
| Домінік 8' Данглер 42' Маршалл 89' | (Звіт) | Кларк 15' Едвардс 28', 75' |

| Віндзор Парк, Розо Глядачів: 4,500 Арбітр: Марк Форд |

| 31 березня 1996 |

| Антигуа і Барбуда | 1 – 3  | Домініка                            |
| ----------------- | ------ | ----------------------------------- |
| Едвардс 59'       | (Звіт) | Гріневей 23' Морансі 60' Едмонд 66' |

| Антігуа Рекріейшн Граунд, Сент-Джонс Глядачів: 900 Арбітр: Еварой Бабб |

Домініка 6-4 за сумою двох матчів.

## Перший раунд
| Команда 1                | Заг. | Команда 2                        | 1-й матч | 2-й матч |
| ------------------------ | ---- | -------------------------------- | -------- | -------- |
| Домініканська Республіка | 2–1  | Нідерландські Антильські острови | 2–1      | 0–0      |
| Гаїті                    | 7–1  | Гренада                          | 6–1      | 1–0      |
| Кайманові Острови        | 0–6  | Куба                             | 0–1      | 0–5      |
| Сент-Кіттс і Невіс       | 6–1  | Сент-Люсія                       | 5–1      | 1–0      |
| Пуерто-Рико              | 1–9  | Сент-Вінсент і Гренадини         | 1–2      | 0–7      |
| Домініка                 | 0–2  | Барбадос                         | 0–1      | 0–1      |
| Суринам                  | 0–2  | Ямайка                           | 0–1      | 0–1      |
| Тринідад і Тобаго        | w/o  | Бермудські Острови               | —        | —        |

### Група 1
| 4 травня 1996 |

| Домініканська Республіка | 2 – 1  | Нідерландські Антильські острови |
| ------------------------ | ------ | -------------------------------- |
| Хіменес 35' Сапата 68'   | (Звіт) | Герслі 40'                       |

| Фелікс Санчес, Санто-Домінго Глядачів: 2,000 Арбітр: Вікторіно Родрігес Портільйо |

| 11 травня 1996 |

| Нідерландські Антильські острови | 0 – 0  | Домініканська Республіка |
| -------------------------------- | ------ | ------------------------ |
|                                  | (Звіт) |                          |

| Ергіліо Гато, Віллемстад Глядачів: 1,111 Арбітр: Карлос Мендісабаль Еуседа |

Домініканська Республіка виграла 2-1 за сумою двох матчів.

### Група 2
| 12 травня 1996 |

| Гаїті                                                             | 6 – 1  | Гренада            |
| ----------------------------------------------------------------- | ------ | ------------------ |
| Вілсон Шевальє 11' Гольман П'єр 35', 58' Ісаак Шове 62', 64', 73' | (Звіт) | Патрік Модесте 85' |

| Стад Капуа, Кап-Аїтьєн Глядачів: 5,500 Арбітр: Робін Мюррей |

| 18 травня 1996 |

| Гренада | 0 – 1  | Гаїті            |
| ------- | ------ | ---------------- |
|         | (Звіт) | Гольман П'єр 49' |

| Квінс Парк, Сент-Джорджес Глядачів: 1,200 Арбітр: Віктор Мур |

Гаїті виграли 7-1 за сумою двох матчів.

### Група 3
| 12 травня 1996 |

| Кайманові Острови | 0 – 1  | Куба               |
| ----------------- | ------ | ------------------ |
|                   | (Звіт) | Лазаро Далькур 10' |

| Труман Бодден, Джорджтаун Глядачів: 2,000 Арбітр: Археліо Сабільйон |

| 14 травня 1996 |

| Куба                                                                                | 5 – 0  | Кайманові Острови |
| ----------------------------------------------------------------------------------- | ------ | ----------------- |
| Александер Крусата 19' Едуардо Себранго 63' Лазаро Далькур 68', 81' Лестер Море 83' | (Звіт) |                   |

| Труман Бодден, Джорджтаун Глядачів: 1,200 Арбітр: Паскуаль Ребольєдо Карденас |

Обидві гри проводилися на Кайманових Островах.
Куба виграла 6-0 за сумою двох матчів.

### Група 4
| 5 травня 1996 |

| Сент-Кіттс і Невіс                                                | 5 – 1  | Сент-Люсія  |
| ----------------------------------------------------------------- | ------ | ----------- |
| Двайт Аллерс Келлі 5', 86' Вернон Сарджент 22', 44' Кіт Гамбс 41' | (Звіт) | Ерл Жан 51' |

| Ворнер Парк, Бастер Глядачів: 1,500 Арбітр: Робін Мюррей |

| 19 травня 1996 |

| Сент-Люсія | 0 – 1  | Сент-Кіттс і Невіс     |
| ---------- | ------ | ---------------------- |
|            | (Звіт) | Двайт Аллерс Келлі 50' |

| Міндо Філіп Парк, Кастрі Глядачів: 500 Арбітр: Гаррі Леокадіо Давелар |

Сент-Кіттс і Невіс виграв 6-1 за сумою двох матчів.

### Група 5
| 4 травня 1996 |

| Пуерто-Рико       | 1 – 2  | Сент-Вінсент і Гренадини |
| ----------------- | ------ | ------------------------ |
| Лугріс 70' (пен.) | (Звіт) | Гаггінс 18' Гіндс 58'    |

| Естадіо Ефраїн Каркайо Алісі, Баямон Глядачів: 200 Арбітр: Мануель Вільяр |

| 12 травня 1996 |

| Сент-Вінсент і Гренадини                                        | 7 – 0  | Пуерто-Рико |
| --------------------------------------------------------------- | ------ | ----------- |
| Джек 3', 13', 25' Муссенден 35' (а.г.) Гіндс 37', 59' Чарлз 64' | (Звіт) |             |

| Амос Вейл, Кінгстаун Глядачів: 2,000 Арбітр: Ланцелот Лівінгстон |

Сент-Вінсент і Гренадини виграли 9-1 за сумою двох матчів.

### Група 6
| 14 травня 1996 |

| Домініка | 0 – 1  | Барбадос            |
| -------- | ------ | ------------------- |
|          | (Звіт) | Роджер Провербс 63' |

| Віндзор Парк, Розо Глядачів: 3,000 Арбітр: Чарлз Барретт |

| 19 травня 1996 |

| Барбадос            | 1 – 0  | Домініка |
| ------------------- | ------ | -------- |
| Грегорі Гудрідж 67' | (Звіт) |          |

| Національний стадіон, Бриджтаун Глядачів: 2,500 Арбітр: Остн Ерік Гервуд |

Барбадос виграв 2-0 за сумою двох матчів.

### Група 7
| 31 березня 1996 |

| Суринам | 0 – 1  | Ямайка     |
| ------- | ------ | ---------- |
|         | (Звіт) | Вітмор 56' |

| Флора, Парамарибо Глядачів: 2,500 Арбітр: Ванрой Бернс |

| 21 квітня 1996 |

| Ямайка       | 1 – 0  | Суринам |
| ------------ | ------ | ------- |
| П. Девіс 73' | (Звіт) |         |

| Індепенденс Парк, Кінгстон Глядачів: 6,100 Арбітр: Рональд Гутьєррес Кастро |

Ямайка виграла 2-0 за сумою двох матчів.

### Група 8
Збірна Бермудських островів знялася, тож команда Тринідаду і Тобаго пройшла до Другого раунду автоматично.

## Другий раунд
| Команда 1                   | Заг.           | Команда 2                | 1-й матч       | 2-й матч       |                |
| Карибська Зона              | Карибська Зона | Карибська Зона           | Карибська Зона | Карибська Зона | Карибська Зона |
| --------------------------- | -------------- | ------------------------ | -------------- | -------------- | -------------- |
| Куба                        | 7–2            | Гаїті                    | 6–1            | 1–1            |                |
| Домініканська Республіка    | 1–12           | Тринідад і Тобаго        | 1–4            | 0–8            |                |
| Барбадос                    | 0–3            | Ямайка                   | 0–1            | 0–2            |                |
| Сент-Кіттс і Невіс          | 2–2 (в. г.)    | Сент-Вінсент і Гренадини | 2–2            | 0–0            |                |
| Центральноамериканська Зона |                |                          |                |                |                |
| Нікарагуа                   | 1–3            | Гватемала                | 0–1            | 1–2            |                |
| Беліз                       | 2–6            | Панама                   | 1–2            | 1–4            |                |

### Карибська Зона

#### Група A
| 23 червня 1996 |

| Куба                                                                                | 6 – 1  | Гаїті            |
| ----------------------------------------------------------------------------------- | ------ | ---------------- |
| Едуардо Себранго 18' Маріо Педраса 44' Лазаро Далькур 61', 70', 71' Лестер Море 81' | (Звіт) | Росмонд П'єр 84' |

| Гейзлі Кроуфорд Стедіум, Порт-оф-Спейн, Тринідад і Тобаго Глядачів: 2,000 Арбітр: Маріо Ефраїн Ескобар |

Гра проводилася на нейтральному полі.
| 30 червня 1996 |

| Гаїті          | 1 – 1  | Куба                    |
| -------------- | ------ | ----------------------- |
| Ісаак Шове 21' | (Звіт) | Армандо Крус 79' (пен.) |

| Стад Капуа, Кап-Аїтьєн Глядачів: 4,500 Арбітр: Рамон Луїс Мендес Вега |

Куба виграла 7-2 за сумою двох матчів.

#### Група B
| 15 червня 1996 |

| Домініканська Республіка | 1 – 4  | Тринідад і Тобаго                                        |
| ------------------------ | ------ | -------------------------------------------------------- |
| Альберто Хіменес 59'     | (Звіт) | Рассел Летапі 37', 67' Педро Акіно 39' (аг) Ангус Ів 84' |

| Фелікс Санчес, Санто-Домінго Глядачів: 1,500 Арбітр: Артуро Брісіо Картер |

| 23 червня 1996 |

| Тринідад і Тобаго                                                                        | 8 – 0  | Домініканська Республіка |
| ---------------------------------------------------------------------------------------- | ------ | ------------------------ |
| Стерн Джон 1', 23', 80' Двайт Йорк 8' Ангус Ів 16', 42' Тоні Ружьє 19' Рассел Летапі 89' | (Звіт) |                          |

| Гейзлі Кроуфорд Стедіум, Порт-оф-Спейн Глядачів: 8,000 Арбітр: Родріго Баділья |

Тринідад і Тобаго виграв 12-1 за сумою двох матчів.

#### Група C
| 23 червня 1996 |

| Барбадос | 0 – 1  | Ямайка          |
| -------- | ------ | --------------- |
|          | (Звіт) | Волтер Бойд 90' |

| Національний стадіон, Бриджтаун Глядачів: 5,000 Арбітр: Артуро Анджелес |

| 30 червня 1996 |

| Ямайка                            | 2 – 0  | Барбадос |
| --------------------------------- | ------ | -------- |
| Теодор Вітмор 23' Волтер Бойд 72' | (Звіт) |          |

| Індепенденс Парк, Кінгстон Глядачів: 15,000 Арбітр: Рамеш Рамдан |

Ямайка виграла 3-0 за сумою двох матчів.

#### Група D
| 23 червня 1996 |

| Сент-Кіттс і Невіс                 | 2 – 2  | Сент-Вінсент і Гренадини           |
| ---------------------------------- | ------ | ---------------------------------- |
| Кіт Гамбс 38' Леррімор Бедфорд 88' | (Звіт) | Андре Гіндс 12' Кендалл Велокс 35' |

| Ворнер Парк, Бастер Глядачів: 3,000 Арбітр: Марк Форд |

| 30 червня 1996 |

| Сент-Вінсент і Гренадини | 0 – 0  | Сент-Кіттс і Невіс |
| ------------------------ | ------ | ------------------ |
|                          | (Звіт) |                    |

| Амос Вейл, Кінгстаун Глядачів: 2,500 Арбітр: Пітер Прендергаст |

Сент-Вінсент і Гренадини виграли за правилом виїзного гола.

### Центральноамериканська Зона

#### Група E
| 5 травня 1996 |

| Нікарагуа | 0 – 1  | Гватемала             |
| --------- | ------ | --------------------- |
|           | (Звіт) | Хуан Карлос Плата 27' |

| Естадио Касік Діріанжен, Діріамба Глядачів: 2,500 Арбітр: Тім Вейленд |

| 10 травня 1996 |

| Гватемала                  | 2 – 1  | Нікарагуа          |
| -------------------------- | ------ | ------------------ |
| Хуан Карлос Плата 62', 67' | (Звіт) | Есек'єль Херес 87' |

| Гватемала Глядачів: 25,000 Арбітр: Dino Bucci |

Гватемала виграла 3-1 за сумою двох матчів.

#### Група F
| 2 червня 1996 |

| Беліз             | 1 – 2  | Панама                                  |
| ----------------- | ------ | --------------------------------------- |
| Девід Макколі 28' | (Звіт) | Рубен Гевара 57' Хуліо Делі Вальдес 61' |

| Національний стадіон, Беліз Глядачів: 2,000 Арбітр: Рафаель Родрігес Медіна |

| June 9, 1996 |

| Панама                                             | 4 – 1  | Беліз             |
| -------------------------------------------------- | ------ | ----------------- |
| Хуліо Делі Вальдес 14', 46', 61' Рене Мендьєта 88' | (Звіт) | Денмарк Кейсі 60' |

| Естадіо Роммель Фернандес, Панама Глядачів: 17,500 Арбітр: Дональд Кампос |

Панама виграла 6-2 за сумою двох матчів.

## Третій раунд

### Група 1
| Поз | Команда           | І | В | Н | П | Г+ | Г- | РГ | О  |
| --- | ----------------- | - | - | - | - | -- | -- | -- | -- |
| 1   | США               | 6 | 4 | 1 | 1 | 10 | 5  | 5  | 13 |
| 2   | Коста-Рика        | 6 | 4 | 0 | 2 | 9  | 5  | 4  | 12 |
| 3   | Гватемала         | 6 | 2 | 2 | 2 | 6  | 9  | -3 | 8  |
| 4   | Тринідад і Тобаго | 6 | 0 | 1 | 5 | 3  | 9  | -6 | 1  |

До Четвертого раунду вийшли збірні США та Коста-Рики. Гватемала грала свої домашні ігри в Лос-Анджелесі та Сан-Сальвадорі через невідповідність нормам безпеки ФІФА стадіону Матео Флореса у Гватемалі, де понад 80 людей померли 16 жовтня 1996 року перед грою проти Коста-Рики.
| 1 вересня 1996 |

| Тринідад і Тобаго | 0 – 1  | Коста-Рика        |
| ----------------- | ------ | ----------------- |
|                   | (Звіт) | Рональд Гомес 54' |

| Гейзлі Кроуфорд Стедіум, Порт-оф-Спейн Глядачів: 25,000 Арбітр: Оскар Бардалес |

| 6 жовтня 1996 |

| Тринідад і Тобаго  | 1 – 1  | Гватемала        |
| ------------------ | ------ | ---------------- |
| Джеррен Ніксон 37' | (Звіт) | Руді Рамірес 22' |

| Гейзлі Кроуфорд Стедіум, Порт-оф-Спейн Глядачів: 20,000 Арбітр: Марк Форд |

| 3 листопада 1996 |

| США                                 | 2 – 0  | Гватемала |
| ----------------------------------- | ------ | --------- |
| Ерік Віналда 54' Браян Макбрайд 90' | (Звіт) |           |

| Роберт Ф. Кеннеді Меморіал Стедіум, Вашингтон Глядачів: 30,082 Арбітр: Чарлз Барретт |

| 10 листопада 1996 |

| США                             | 2 – 0  | Тринідад і Тобаго |
| ------------------------------- | ------ | ----------------- |
| Томас Дулі 53' Ерік Віналда 84' | (Звіт) |                   |

| Університетський стадіон, Ричмонд Глядачів: 19,312 Арбітр: Артуро Брісіо Картер |

| 10 листопада 1996 |

| Коста-Рика                                              | 3 – 0  | Гватемала |
| ------------------------------------------------------- | ------ | --------- |
| Хав'єр Дельгадо 53' Ернан Медфорд 74' Рональд Гомес 78' | (Звіт) |           |

| Естадіо Рікардо Сапрісса Айма, Сан-Хосе Глядачів: 17,000 Арбітр: Археліо Сабільйон |

| 24 листопада 1996 |

| Тринідад і Тобаго | 0 – 1  | США              |
| ----------------- | ------ | ---------------- |
|                   | (Звіт) | Джо-Макс Мур 36' |

| Гейзлі Кроуфорд Стедіум, Порт-оф-Спейн Глядачів: 4,000 Арбітр: Марк Форд |

| 24 листопада 1996 |

| Гватемала             | 1 – 0  | Коста-Рика |
| --------------------- | ------ | ---------- |
| Хуан Карлос Плата 34' | (Звіт) |            |

| Меморіал Колізеум, Лос-Анджелес Глядачів: 22,697 Арбітр: Рафаель Родрігес |

| 1 грудня 1996 |

| Коста-Рика                          | 2 – 1  | США            |
| ----------------------------------- | ------ | -------------- |
| Пауло Ванчопе 39' Вільмер Лопес 84' | (Звіт) | Кобі Джонс 90' |

| Естадіо Рікардо Сапрісса Айма, Сан-Хосе Глядачів: 18,000 Арбітр: Пітер Прендергаст |

| 8 грудня 1996 |

| Гватемала            | 2 – 1  | Тринідад і Тобаго |
| -------------------- | ------ | ----------------- |
| Хуліо Родас 26', 67' | (Звіт) | Ангус Ів 30'      |

| Меморіал Колізеум, Лос-Анджелес Глядачів: 24,728 Арбітр: Вільям Лейдлоу |

| 14 грудня 1996 |

| США                                 | 2 – 1  | Коста-Рика        |
| ----------------------------------- | ------ | ----------------- |
| Браян Макбрайд 16' Рой Лассітер 60' | (Звіт) | Рональд Гомес 74' |

| Стенфорд, Пало-Альто Глядачів: 40,527 Арбітр: Леон Падро Борха |

| 21 грудня 1996 |

| Коста-Рика             | 2 – 1  | Тринідад і Тобаго |
| ---------------------- | ------ | ----------------- |
| Пауло Ванчопе 44', 60' | (Звіт) | Джеррен Ніксон 7' |

| Естадіо Хосе Рафаель Фельйо Меса Іванкович, Картаго Глядачів: 0 Арбітр: Паскуаль Ребольєдо Карденас |

| 21 грудня 1996 |

| Гватемала                           | 2 – 2  | США                        |
| ----------------------------------- | ------ | -------------------------- |
| Хуан Фунес 9' Хуан Карлос Плата 44' | (Звіт) | Прекі 7' Френкі Гейдук 48' |

| Естадіо Кускатлан, Сан-Сальвадор Глядачів: 7,106 Арбітр: Майк Сейферт |

### Група 2
| Поз | Команда   | І | В | Н | П | Г+ | Г- | РГ  | О  |
| --- | --------- | - | - | - | - | -- | -- | --- | -- |
| 1   | Канада    | 6 | 5 | 1 | 0 | 10 | 1  | 9   | 16 |
| 2   | Сальвадор | 6 | 3 | 1 | 2 | 12 | 6  | 6   | 10 |
| 3   | Панама    | 6 | 1 | 2 | 3 | 8  | 11 | -3  | 5  |
| 4   | Куба      | 6 | 1 | 0 | 5 | 4  | 16 | -12 | 3  |

Канада та Сальвадор пройшли до Четвертого раунду.
Куба проводила усі свої матчі у гостях.
| 30 серпня 1996 |

| Канада                                                  | 3 – 1  | Панама                 |
| ------------------------------------------------------- | ------ | ---------------------- |
| Джефф Онджер 40' Пол Пескісолідо 42' Карло Кораццин 87' | (Звіт) | Хорхе Делі Вальдес 49' |

| Стадіон Співдружності, Едмонтон Глядачів: 5,255 Арбітр: Хосе Емільяно Рамірес Суасо |

| 8 вересня 1996 |

| Куба | 0 – 5  | Сальвадор                                                                 |
| ---- | ------ | ------------------------------------------------------------------------- |
|      | (Звіт) | Гільєрмо Рівера 22', 80' Рауль Діас Арсе 49', 72' Маурісіо С'єнфуегос 83' |

| Естадіо Кускатлан, Сан-Сальвадор Глядачів: 32,000 Арбітр: Херардо Енріке Мех'я Сентено |

| 22 вересня 1996 |

| Куба                                            | 3 – 1  | Панама                 |
| ----------------------------------------------- | ------ | ---------------------- |
| Едуардо Себранго 42', 70' Мануель Бобаділья 88' | (Звіт) | Хорхе Делі Вальдес 55' |

| Естадіо Роммель Фернандес, Панама Глядачів: 15,000 Арбітр: Ольхер Мех'яс Оварес |

| 6 жовтня 1996 |

| Панама                   | 1 – 1  | Сальвадор           |
| ------------------------ | ------ | ------------------- |
| Хуан Карлос Кубільяс 43' | (Звіт) | Рауль Діас Арсе 51' |

| Естадіо Роммель Фернандес, Панама Глядачів: 8,500 Арбітр: Ванрой Бернс |

| 10 жовтня 1996 |

| Канада                                | 2 – 0  | Куба |
| ------------------------------------- | ------ | ---- |
| Алекс Банбері 29' Пол Пескісолідо 53' | (Звіт) |      |

| Стадіон Співдружності, Едмонтон Глядачів: 6,000 Арбітр: Рамеш Рамдан |

| 13 жовтня 1996 |

| Куба | 0 – 2  | Канада                              |
| ---- | ------ | ----------------------------------- |
|      | (Звіт) | Пол Пескісолідо 15' Нік Дасович 79' |

| Стадіон Співдружності, Едмонтон Глядачів: 10,000 Арбітр: Карлос Мендісабаль Еуседа |

| 27 жовтня 1996 |

| Панама | 0 – 0  | Канада |
| ------ | ------ | ------ |
|        | (Звіт) |        |

| Естадіо Роммель Фернандес, Панама Глядачів: 7,388 Арбітр: Карлос Батрес |

| 3 листопада 1996 |

| Канада            | 1 – 0  | Сальвадор |
| ----------------- | ------ | --------- |
| Алекс Банбері 65' | (Звіт) |           |

| Свонгард, Бернабі Глядачів: 6,858 Арбітр: Рональд Гутьєррес |

| 10 листопада 1996 |

| Сальвадор                                                      | 3 – 2  | Панама                      |
| -------------------------------------------------------------- | ------ | --------------------------- |
| Рауль Діас Арсе 43' Вільфредо Іраета 68' Джованні Трігерос 88' | (Звіт) | Хорхе Делі Вальдес 11', 86' |

| Естадіо Кускатлан, Сан-Сальвадор Глядачів: 25,832 Арбітр: Циммерман Булос |

| 1 грудня 1996 |

| Сальвадор                                                        | 3 – 0  | Куба |
| ---------------------------------------------------------------- | ------ | ---- |
| Вільям Рендерос Іраета 3' Рауль Діас Арсе 30' Хорхе Родрігес 49' | (Звіт) |      |

| Естадіо Кускатлан, Сан-Сальвадор Глядачів: 23,510 Арбітр: Артуро Анджелес |

| 15 грудня 1996 |

| Панама                                                    | 3 – 1  | Куба            |
| --------------------------------------------------------- | ------ | --------------- |
| Рене Мендьєта 15' Рубен Гевара 55' Хорхе Делі Вальдес 58' | (Звіт) | Лестер Море 67' |

| Естадіо Роммель Фернандес, Панама Глядачів: 0 Арбітр: Вейн Казер |

| 15 грудня 1996 |

| Сальвадор | 0 – 2  | Канада                            |
| --------- | ------ | --------------------------------- |
|           | (Звіт) | Марк Вотсон 62' Алекс Банбері 66' |

| Естадіо Кускатлан, Сан-Сальвадор Глядачів: 15,233 Арбітр: Брісіо Картер |

### Група 3
| Поз | Команда                  | І | В | Н | П | Г+ | Г- | РГ  | О  |
| --- | ------------------------ | - | - | - | - | -- | -- | --- | -- |
| 1   | Ямайка                   | 6 | 4 | 1 | 1 | 12 | 3  | 9   | 13 |
| 2   | Мексика                  | 6 | 4 | 0 | 2 | 14 | 6  | 8   | 12 |
| 3   | Гондурас                 | 6 | 3 | 1 | 2 | 18 | 11 | 7   | 10 |
| 4   | Сент-Вінсент і Гренадини | 6 | 0 | 0 | 6 | 6  | 30 | -24 | 0  |

Ямайка та Мексика вийшли до Четвертого раунду.
| 15 вересня 1996 |

| Ямайка                                 | 3 – 0  | Гондурас |
| -------------------------------------- | ------ | -------- |
| Волтер Бойд 14', 53' Теодор Вітмор 42' | (Звіт) |          |

| Індепенденс Парк, Кінгстон Глядачів: 21,000 Арбітр: Рамон Луїс Мендес Вега |

| 15 вересня 1996 |

| Сент-Вінсент і Гренадини | 0 – 3  | Мексика                                     |
| ------------------------ | ------ | ------------------------------------------- |
|                          | (Звіт) | Рікардо Пелаес 15', 51' Даміан Альварес 89' |

| Арнос Вейл, Кінгстаун Глядачів: 1,600 Арбітр: Рафаель Родрігес Медіна |

| 21 вересня 1996 |

| Гондурас                                    | 2 – 1  | Мексика           |
| ------------------------------------------- | ------ | ----------------- |
| Карлос Павон 50' Едуардо Беннетт 82' (пен.) | (Звіт) | Рамон Рамірес 63' |

| Естадіо Франциско Морацан, Сан-Педро-Сула Глядачів: 19,120 Арбітр: Рауль Домінгес |

| 23 вересня 1996 |

| Сент-Вінсент і Гренадини | 1 – 2  | Ямайка           |
| ------------------------ | ------ | ---------------- |
| Геррі 82' (пен.)         | (Звіт) | Пол Янг 20', 41' |

| Арнос Вейл, Кінгстаун Глядачів: 4,000 Арбітр: Джордж Ріхенель Камерон |

| 13 жовтня 1996 |

| Сент-Вінсент і Гренадини | 1 – 4  | Гондурас                                            |
| ------------------------ | ------ | --------------------------------------------------- |
| Джеймс Чьюїтт 62'        | (Звіт) | Суасо Веласкес 7', 62' Крістіан Сантамарія 23', 42' |

| Арнос Вейл, Кінгстаун Глядачів: 2,200 Арбітр: Хосе Фаріас |

| 16 жовтня 1996 |

| Мексика                        | 2 – 1  | Ямайка          |
| ------------------------------ | ------ | --------------- |
| Заге 44' Карлос Ермосільйо 55' | (Звіт) | Волтер Бойд 70' |

| Ацтека, Мехіко Глядачів: 110,000 Арбітр: Рамеш Рамдан |

| 27 жовтня 1996 |

| Гондурас | 0 – 0  | Ямайка |
| -------- | ------ | ------ |
|          | (Звіт) |        |

| Естадіо Франциско Морацан, Сан-Педро-Сула Глядачів: 20,928 Арбітр: Рауль Домінгес |

| 30 жовтня 1996 |

| Мексика                                                                   | 5 – 1  | Сент-Вінсент і Гренадини |
| ------------------------------------------------------------------------- | ------ | ------------------------ |
| Бенхамін Галіндо 20', 29' Заге 48' Карлос Ермосільйо 70' Вокер 88' (а.г.) | (Звіт) | Кендалл Велокс 88'       |

| Ацтека, Мехіко Глядачів: 27,000 Арбітр: Рене Парра |

| 6 листопада 1996 |

| Мексика                                             | 3 – 1  | Гондурас        |
| --------------------------------------------------- | ------ | --------------- |
| Бенхамін Галіндо 32' Карлос Ермосільйо 35' Заге 45' | (Звіт) | Енріке Рено 69' |

| Ацтека, Мехіко Глядачів: 105,000 Арбітр: Родріго Баділья |

| 10 листопада 1996 |

| Ямайка                                                                   | 5 – 0  | Сент-Вінсент і Гренадини |
| ------------------------------------------------------------------------ | ------ | ------------------------ |
| Теодор Вітмор 10', 13' Пол Янг 64' Пітер Каргілл 66' Стівен Малкольм 84' | (Звіт) |                          |

| Індепенденс Парк, Кінгстон Глядачів: 30,000 Арбітр: Тім Вейланд |

| 17 листопада 1996 |

| Ямайка          | 1 – 0  | Мексика |
| --------------- | ------ | ------- |
| Іен Гудісон 82' | (Звіт) |         |

| Індепенденс Парк, Кінгстон Глядачів: 32,000 Арбітр: Маріо Ефраїн Ескобар |

| 17 листопада 1996 |

| Гондурас | 11 – 3 | Сент-Вінсент і Гренадини                   |
| --- | ------ | ------------------------------------------ |
| Барріос Сапата 3' Суасо Веласкес 11', 38', 50' Арнольд Крус 19' Карлос Павон 30' Енріке Рено 48' Мерлін Мембреньйо 65' Мільтон Нуньєс 67', 84' Едуардо Беннетт 77' (пен.) | (Звіт) | Родні Джек 37' Алвін Гі 62' Еверад Сем 75' |

| Естадіо Франциско Морацан, Сан-Педро-Сула Глядачів: 4,378 Арбітр: Віктор Уго Родрігес Угальде |

## Четвертий раунд
| Поз | Команда    | І  | В | Н | П | Г+ | Г- | РГ  | О  |
| --- | ---------- | -- | - | - | - | -- | -- | --- | -- |
| 1   | Мексика    | 10 | 4 | 6 | 0 | 23 | 7  | 16  | 18 |
| 2   | США        | 10 | 4 | 5 | 1 | 17 | 9  | 8   | 17 |
| 3   | Ямайка     | 10 | 3 | 5 | 2 | 7  | 12 | –5  | 14 |
| 4   | Коста-Рика | 10 | 3 | 3 | 4 | 13 | 12 | 1   | 12 |
| 5   | Сальвадор  | 10 | 2 | 4 | 4 | 11 | 16 | –5  | 10 |
| 6   | Канада     | 10 | 1 | 3 | 6 | 5  | 20 | –15 | 6  |

- Мексика, США та Ямайка кваліфікувалися до фінальної частини чемпіонату світу 1998 року.

### Матчі
| 2 березня 1997 |

| Мексика                                         | 4–0      | Канада |
| ----------------------------------------------- | -------- | ------ |
| Ермосільйо 51', 81' Галіндо 61' (пен.) Заге 88' | Протокол |        |

| Ацтека, Мехіко Глядачів: 95,000 Арбітр: Археліо Сабільйон (Гондурас) |

| 2 березня 1997 |

| Ямайка | 0–0      | США |
| ------ | -------- | --- |
|        | Протокол |     |

| Індепенденс Парк, Кінгстон Глядачів: 35,246 Арбітр: Хосе Рамірес Суасо (Гондурас) |

| 16 березня 1997 |

| США                                   | 3–0      | Канада |
| ------------------------------------- | -------- | ------ |
| Віналда 7' (пен.) Поуп 14' Стюарт 89' | Протокол |        |

| Стенфорд, Стенфорд Глядачів: 28,896 Арбітр: Луїс Олівето (Аргентина) |

| 16 березня 1997 |

| Коста-Рика | 0–0      | Мексика |
| ---------- | -------- | ------- |
|            | Протокол |         |

| Естадіо Рікардо Сапрісса Айма, Сан-Хосе Глядачів: 28,000 Арбітр: Альберто Техада Нор'єга (Перу) |

| 23 березня 1997 |

| Коста-Рика                      | 3–2      | США                      |
| ------------------------------- | -------- | ------------------------ |
| Медфорд 10' Соліс 32' Гомес 76' | Протокол | Віналда 25' Лассітер 67' |

| Естадіо Рікардо Сапрісса Айма, Сан-Хосе Глядачів: 22,000 Арбітр: Маріо Ескобар (Гватемала) |

| 6 квітня 1997 |

| Канада | 0–0      | Сальвадор |
| ------ | -------- | --------- |
|        | Протокол |           |

| Свонгард, Бернабі Глядачів: 8,312 Арбітр: Фернандо Санчес (Чилі) |

| 13 квітня 1997 |

| Мексика                                                                 | 6–0      | Ямайка |
| ----------------------------------------------------------------------- | -------- | ------ |
| Галіндо 10' (пен.) Ермосільйо 18', 39', 47' дель Ольмо 52' Ернандес 85' | Протокол |        |

| Ацтека, Мехіко Глядачів: 115,100 Арбітр: Антоніо Перейра (Бразилія) |

| 20 квітня 1997 |

| США                       | 2–2      | Мексика                    |
| ------------------------- | -------- | -------------------------- |
| Поуп 35' Рамірес 74' (аг) | Протокол | Ермосільйо 1' Ернандес 54' |

| Фоксборо, Фоксборо Глядачів: 57,877 Арбітр: Убальдо Акіно (Парагвай) |

| 27 квітня 1997 |

| Канада | 0–0      | Ямайка |
| ------ | -------- | ------ |
|        | Протокол |        |

| Свонгард, Бернабі Глядачів: 7,634 Арбітр: Рамеш Рамдан (Тринідад і Тобаго) |

| 4 травня 1997 |

| Сальвадор                | 2–1      | Коста-Рика |
| ------------------------ | -------- | ---------- |
| Діас Арсе 19' Монтес 57' | Протокол | Арнаес 58' |

| Естадіо Кускатлан, Сан-Сальвадор Глядачів: 35,611 Арбітр: Оскар Руїс (Колумбія) |

| 11 травня 1997 |

| Коста-Рика                  | 3–1      | Ямайка      |
| --------------------------- | -------- | ----------- |
| Ванчопе 31', 71' Ов'єдо 89' | Протокол | Вільямс 61' |

| Естадіо Рікардо Сапрісса Айма, Сан-Хосе Глядачів: 20,500 Арбітр: Хосе де Роса Варела (Уругвай) |

| 18 травня 1997 |

| Ямайка      | 1–0      | Сальвадор |
| ----------- | -------- | --------- |
| Вільямс 22' | Протокол |           |

| Індепенденс Парк, Кінгстон Глядачів: 12,000 Арбітр: Марсіо Резенде де Фрейтас (Бразилія) |

| 1 червня 1997 |

| Канада       | 1–0      | Коста-Рика |
| ------------ | -------- | ---------- |
| Бердуско 68' | Протокол |            |

| Стадіон Співдружності, Едмонтон Глядачів: 10,150 Арбітр: Нельсон Калікс (Гондурас) |

| 8 червня 1997 |

| Сальвадор | 0–1      | Мексика            |
| --------- | -------- | ------------------ |
|           | Протокол | Гарсія Постіго 64' |

| Естадіо Кускатлан, Сан-Сальвадор Глядачів: 40,000 Арбітр: Уго Кордеро (Аргентина) |

| 29 червня 1997 |

| Сальвадор     | 1–1      | США          |
| ------------- | -------- | ------------ |
| Діас Арсе 60' | Протокол | Лассітер 57' |

| Естадіо Кускатлан, Сан-Сальвадор Глядачів: 29,000 Арбітр: Рене Ортубе (Болівія) |

| 10 серпня 1997 |

| Коста-Рика | 0–0      | Сальвадор |
| ---------- | -------- | --------- |
|            | Протокол |           |

| Естадіо Рікардо Сапрісса Айма, Сан-Хосе Глядачів: 18,316 Арбітр: Нельсон Калікс (Гондурас) |

| 7 вересня 1997 |

| США       | 1–0      | Коста-Рика |
| --------- | -------- | ---------- |
| Рамос 79' | Протокол |            |

| Провіденс Парк, Портленд Глядачів: 27,396 Арбітр: Хорхе Луїс Нівес (Уругвай) |

| 7 вересня 1997 |

| Ямайка     | 1–0      | Канада |
| ---------- | -------- | ------ |
| Бертон 55' | Протокол |        |

| Індепенденс Парк, Кінгстон Глядачів: 30,000 Арбітр: Оскар Руїс (Колумбія) |

| 14 вересня 1997 |

| Ямайка     | 1–0      | Коста-Рика |
| ---------- | -------- | ---------- |
| Бертон 51' | Протокол |            |

| Індепенденс Парк, Кінгстон Глядачів: 30,000 Арбітр: Рамеш Рамдан (Тринідад і Тобаго) |

| 14 вересня 1997 |

| Сальвадор                                              | 4–1      | Канада      |
| ------------------------------------------------------ | -------- | ----------- |
| Нілдесон 16' Рендерос 52' С'єнфуегос 57' Діас Арсе 88' | Протокол | Банбері 25' |

| Естадіо Кускатлан, Сан-Сальвадор Глядачів: 27,767 Арбітр: Маріо Ефраїн Лопес (Гватемала) |

| 3 жовтня 1997 21:10 (UTC−4) |

| США                | 1–1      | Ямайка     |
| ------------------ | -------- | ---------- |
| Віналда 50' (пен.) | Протокол | Бертон 51' |

| Роберт Ф. Кеннеді Меморіал Стедіум, Вашингтон Глядачів: 51,528 Арбітр: Маріо Санчес (Чилі) |

| 5 жовтня 1997 17:10 (UTC−5) |

| Мексика                                                     | 5–0      | Сальвадор |
| ----------------------------------------------------------- | -------- | --------- |
| Галіндо 30', 38' (пен.) Гарсія Аспе 35' Заге 48' Гарсія 82' | Протокол |           |

| Ацтека, Мехіко Глядачів: 115,000 Арбітр: Едуардо Гамбоа (Чилі) |

| 12 жовтня 1997 |

| Канада                   | 2–2      | Мексика                   |
| ------------------------ | -------- | ------------------------- |
| Кораццин 56' Банбері 62' | Протокол | Альфаро 8' Ермосільйо 87' |

| Стадіон Співдружності, Едмонтон Глядачів: 11,806 Арбітр: Карлос Мендісабаль Еуседа (Гватемала) |

| 2 листопада 1997 |

| Мексика | 0–0      | США |
| ------- | -------- | --- |
|         | Протокол |     |

| Ацтека, Мехіко Глядачів: 115,000 Арбітр: Хав'єр Кастрільї (Аргентина) |

| 9 листопада 1997 |

| Канада | 0–3      | США                         |
| ------ | -------- | --------------------------- |
|        | Протокол | Рейна 5' Вегерле 81', 90+4' |

| Свонгард, Бернабі Глядачів: 8,420 Арбітр: Джон Торо Рендон (Колумбія) |

| 9 листопада 1997 |

| Сальвадор              | 2–2      | Ямайка              |
| ---------------------- | -------- | ------------------- |
| Нілдесон 47' Герра 87' | Протокол | Бертон 52' Голл 78' |

| Естадіо Кускатлан, Сан-Сальвадор Глядачів: 34,200 Арбітр: Хосе Марія Гарсія-Аранда (Іспанія) |

| 9 листопада 1997 |

| Мексика                             | 3–3      | Коста-Рика                       |
| ----------------------------------- | -------- | -------------------------------- |
| Чавес 1' Галіндо 42' Ермосільйо 68' | Протокол | Медфорд 54' Сото 71' Ванчопе 86' |

| Ацтека, Мехіко Глядачів: 60,000 Арбітр: Алі Буджсаїм (ОАЕ) |

| 16 листопада 1997 |

| Коста-Рика                         | 3–1      | Канада      |
| ---------------------------------- | -------- | ----------- |
| Сміт 7' Льяма 16' Марін 89' (пен.) | Протокол | Флетчер 47' |

| Естадіо-Насьйональ, Сан-Хосе Глядачів: 4,200 Арбітр: Антоніо Перейра (Бразилія) |

| 16 листопада 1997 |

| США                                       | 4–2      | Сальвадор                         |
| ----------------------------------------- | -------- | --------------------------------- |
| Макбрайд 22', 28' Гендерсон 49' Прекі 82' | Протокол | Нілдесон 60' Діас Арсе 62' (пен.) |

| Фоксборо, Фоксборо Глядачів: 53,193 Арбітр: П'єрлуїджі Колліна (Італія) |

| 16 листопада 1997 |

| Ямайка | 0–0      | Мексика |
| ------ | -------- | ------- |
|        | Протокол |         |

| Індепенденс Парк, Кінгстон Глядачів: 35,700 Арбітр: Хосе Антоніо Арана (Перу) |

## Учасники
До фінальної частини чемпіонату світу пройшли наступні три представники КОНКАКАФ:
| Команда | Спосіб кваліфікації                   | Дата кваліфікації | Попередні участі у чемпіонатах світу                            |
| ------- | ------------------------------------- | ----------------- | --------------------------------------------------------------- |
| Мексика | Переможці Четвертого раунду відбору   | 12 жовтня 1997    | 10 (1930, 1950, 1954, 1958, 1962, 1966, 1970, 1978, 1986, 1994) |
| США     | Друге місце Четвертого раунду відбору | 9 листопада 1997  | 5 (1930, 1934, 1950, 1990, 1994)                                |
| Ямайка  | Третє місце Четвертого раунду відбору | 16 листопада 1997 | 0 (дебют)                                                       |

## Бомбардири
Загалом у 98 іграх відбору було забито 295 голів (у середньому 3 голи на гру).
11 голів
- Карлос Ермосільйо

9 голів
- Рауль Діас Арсе

8 голів
- Бенхамін Галіндо

6 голів
- Пауло Ванчопе
- Лазаро Далькур

5 голів
- Алекс Банбері
- Хуан Карлос Плата
- Суасо Веласкес
- Волтер Бойд
- Теодор Вітмор
- Заге
- Хуліо Делі Вальдес
- Ерік Віналда

4 голи
- Рональд Гомес
- Едуардо Себранго
- Ісаак Шове
- Деон Бертон
- Андре Гіндс
- Родні Джек
- Хуліо Делі Вальдес
- Ангус Ів
- Браян Макбрайд

3 голи
- Деррік Едвардс
- Пол Пескісолідо
- Ернан Медфорд
- Лестер Море
- Нілдесон да Сілва Мело
- Кіт Флетчер
- Гольман П'єр
- Пол Янг
- Двайт Аллерс Келлі
- Стерн Джон
- Рассел Летапі
- Рой Лассітер

2 голи
- Раймонд Давелар
- Карло Кораццин
- Альберто Хіменес
- Дінардо Родрігес
- Маурісіо С'єнфуегос
- Вільям Рендерос Іраета
- Хосе Карлос Рівера
- Рікі Чарлз
- Джейсон Франсуа
- Хуліо Родас
- Едуардо Беннетт
- Мільтон Нуньєс
- Карлос Павон
- Енріке Рено
- Крістіан Сантамарія
- Енді Вільямс
- Луїс Ернандес
- Луїс Гарсія Постіго
- Рікардо Пелаес
- Рубен Гевара
- Віктор Рене Мендьєта Окампо
- Кіт Гамбс
- Вернон Сарджент
- Кендалл Велокс
- Джеррен Ніксон
- Едді Поуп
- Прекі
- Рой Вегерле

1 гол
- Квентін Кларк
- Раян Мальмберг
- Грегорі Гудрідж
- Роджер Провербс
- Денмарк Кейсі
- Девід Макколі
- Джефф Онджер
- Едді Бердуско
- Нік Дасович
- Карл Флетчер
- Марк Вотсон
- Луїс Арнаес
- Хав'єр Дельгадо
- Фарлен Льяма
- Вільмер Лопес
- Луїс Марін
- Аллан Ов'єдо
- Маурісіо Соліс
- Річард Сміт
- Хафет Сото
- Мануель Бобаділья
- Армандо Крус
- Александер Крусата
- Маріо Педраса
- Джордж Данглер
- Ентоні Домінік
- Джеффрі Едмонд
- Пітер Гріневей
- Шейн Маршалл
- Стівенсон Морансі
- Педро Акіно
- Рамон Маріано
- Нельсон Пенья
- Крістіан Келіс
- Омар Сапата
- Вальдір Герра
- Вільфредо Іраета
- Еліас Монтес
- Хорхе Родрігес
- Джованні Трігерос
- Патрік Модесте
- Отіс Робертс
- Хуан Мануель Фунес
- Руді Рамірес
- Браян Джозеф
- Вілсон Шевальє
- Росмонд П'єр
- Арнольд Крус
- Мерлін Мембреньйо
- Барріос Сапата
- Пітер Каргілл
- Пол Девіс
- Іен Гудісон
- Пол Голл
- Стівен Малкольм
- Енріке Альфаро
- Даміан Альварес
- Пауло Чавес
- Альберто Гарсія Аспе
- Хоакін дель Ольмо
- Рамон Рамірес
- Гейсберта Герслі
- Есек'єль Херес
- Хуан Карлос Кубільяс
- Маркос Лугріс
- Леррімор Бедфорд
- Ерл Жан
- Веслі Чарлз
- Джеймс Чьюїтт
- Алвін Гі
- Крістофер Геррі
- Марлос Гаггінс
- Еверад Сем
- Тоні Ружьє
- Двайт Йорк
- Томас Дулі
- Френкі Гейдук
- Кріс Гендерсон
- Кобі Джонс
- Джо-Макс Мур
- Таб Рамос
- Клаудіо Рейна
- Ерні Стюарт

1 автогол
- Педро Акіно (у грі проти Тринідаду і Тобаго)
- Ніколас Рамірес (у грі проти США)
- Анхель Муссенден (у грі проти Сент-Вінсент і Гренадин)
- Декстер Вокер (у грі проти Мексики)